# 白令海短吻獅子魚
白令海短吻獅子鱼，为輻鰭魚綱鮋形目杜父魚亞目狮子鱼科的其中一種。分布於北太平洋區的鄂霍次克海及白令海海域，本魚胸鰭凹槽很淺；尾鰭邊緣微凹且狹窄，身體紅色；在後部的背鰭、臀鰭與尾鰭黑色，背鰭軟條54至58枚；臀鰭軟條47至51枚；脊椎骨59至63個，棲息在水深380至800公尺的水域，生活習性不明。

## 外部連結
- 白令海短吻獅子魚的圖片[永久]